# Julie Benz
Julie Marie Benz (Pittsburgh, 1º maggio 1972) è un'attrice statunitense.

## Biografia
Nasce in Pennsylvania da una famiglia di origini tedesche e gallesi, figlia di George Benz Jr., un chirurgo, e di Joanne Marie Seemiller, una pattinatrice artistica. Ha una sorella (Jennifer) un fratello (Jeffrey) maggiori. All'età di due anni si trasferisce con la famiglia a Murrysville, dove trascorrerà il resto della sua infanzia e adolescenza.
Dalla madre eredita la passione per il pattinaggio su ghiaccio, ed è in queste vesti che partecipa ai Campionati Nazionali di pattinaggio artistico nel 1988. Un infortunio alla gamba destra all'età di quattordici anni però le impedisce di continuare la carriera. È così che Julie intraprende la carriera di attrice, iniziando a recitare nei teatri della sua città.

### Carriera
La sua prima apparizione in un film è un piccolo ruolo in Due occhi diabolici, film girato da due noti autori del cinema horror come Dario Argento e George Romero. Terminata la Franklin Regional High School nel 1990, Julie si iscrive alla Tisch School of the Arts dell'Università di New York per studiare recitazione. Dopo la laurea nel 1993, si trasferisce quindi a Los Angeles dove ottiene ruoli in varie fiction televisive.
La svolta per la sua carriera arriva nel 1997, quando Julie partecipa alle audizioni per il ruolo di Buffy Summers nell'omonima serie televisiva. Nonostante le venga preferita per quel ruolo Sarah Michelle Gellar, i suoi sforzi vengono ricompensati, dal momento che Julie ottiene la parte di Darla, una seducente e pericolosa vampira. Il suo ruolo dovrebbe essere di comparsa, ma Julie risulta talmente a suo agio nella parte che il personaggio verrà riproposto nello spin-off Angel, dove diventa un personaggio rilevante nel corso della seconda e terza stagione. Con questa interpretazione Julie si guadagna la stima della critica e l'affetto dei fan della serie. Successivamente compare in altre serie televisive, tra cui Roswell, CSI - Scena del crimine, Supernatural.
Dal 2006 al 2009 è nel cast della serie televisiva Dexter, dove ha ricoperto il ruolo di Rita Bennett, fidanzata e successivamente moglie del protagonista Dexter Morgan. Nel 2008 ha preso parte a film quali John Rambo, Saw V e Punisher - Zona di guerra. Nel 2009 è co-protagonista nel sequel del film The Boondock Saints - Giustizia finale. Nel 2010 ha preso parte con un ruolo ricorrente alla sesta stagione della serie televisiva Desperate Housewives, in cui interpreta Robin Gallagher, un'ex spogliarellista lesbica che ha una relazione con Katherine Mayfair. Dal 2010 al 2011 è stata invece tra i protagonisti della serie No Ordinary Family.

### Vita privata
È stata sposata con l'attore e doppiatore John Kassir dal 30 maggio 1998 al dicembre 2007, e con lui ha partecipato al doppiaggio del videogioco Halo 2. Dal 5 maggio 2012 è sposata con il produttore Rich Orosco, a cui era legata dal 2008. Non ha avuto figli.

## Filmografia

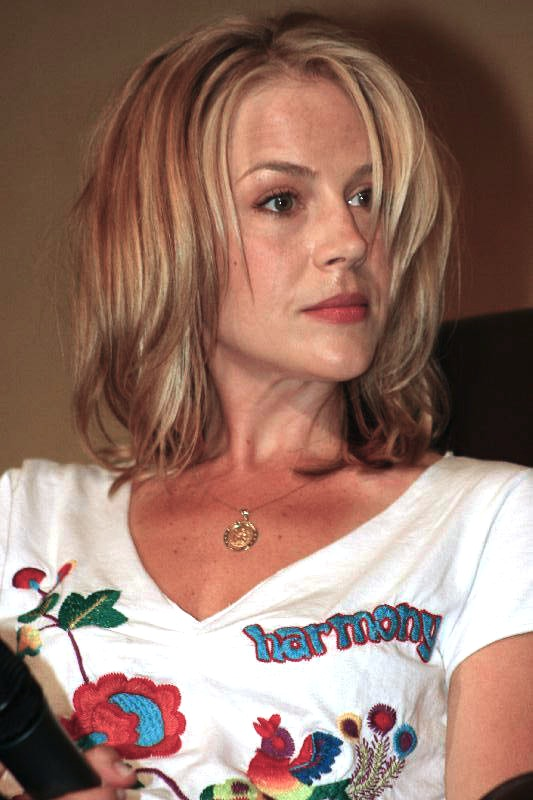
Benz il 23 ottobre 2005 all'evento Booster Bash dedicato al Whedonverse

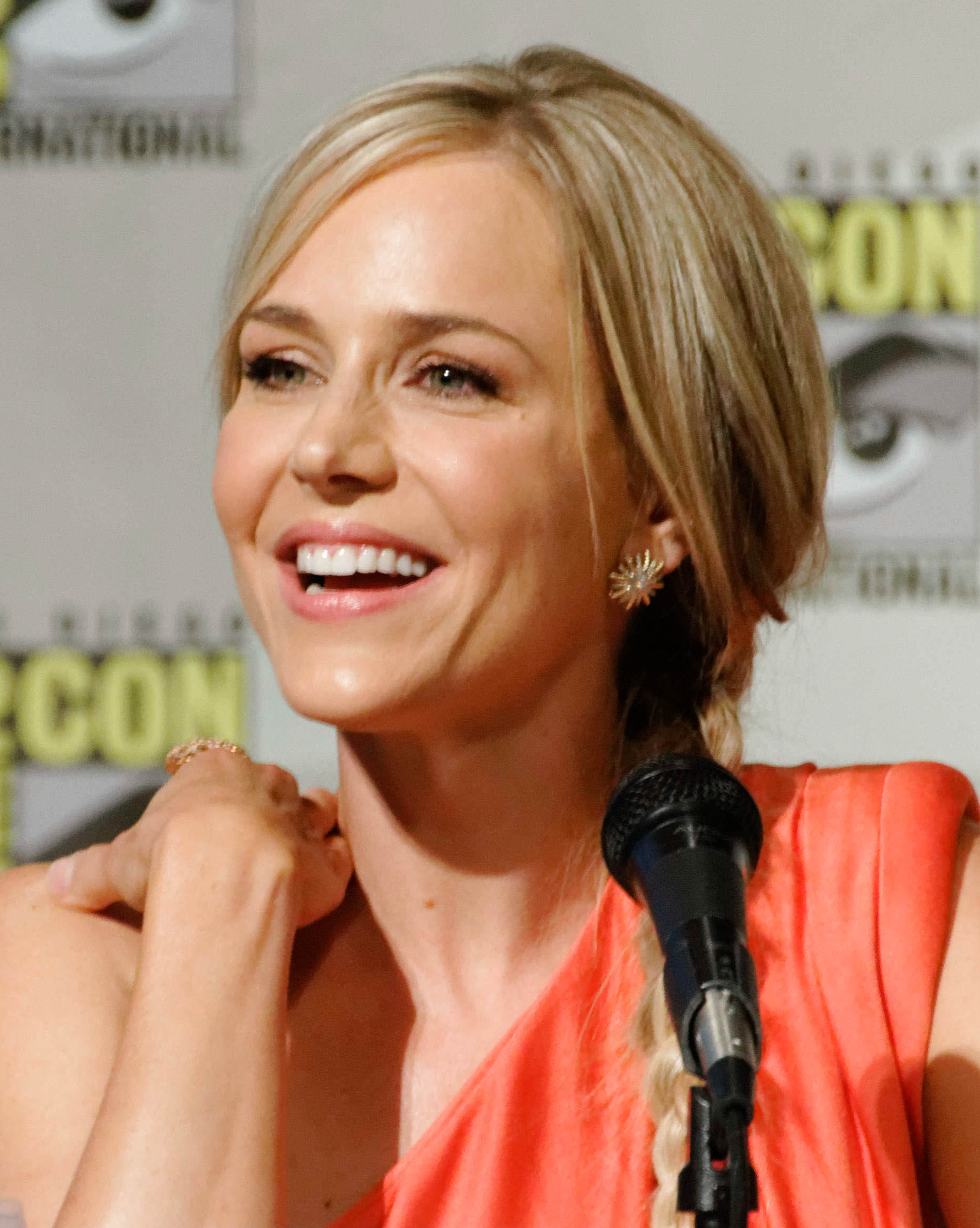
Benz nel 2012 al San Diego Comic-Con International per il panel di Defiance

### Cinema
- Due occhi diabolici (Two Evil Eyes), regia di Dario Argento e George Romero (1990)
- La pecora nera (Black Sheep), regia di Penelope Spheeris (1996) - non accreditata
- Darkdrive, regia di Phillip J. Roth (1996)
- Eating Las Vegas, regia di Tracy Fraim – cortometraggio (1997)
- Innocenza infranta (Inventing the Abbotts), regia di Pat O'Connor (1997)
- Qualcosa è cambiato (As Good as It Gets), regia di James L. Brooks (1997)
- Amiche cattive (Jawbreaker), regia di Darren Stein (1998)
- Dirt Merchant, regia di B.J. Nelson (1999)
- Shriek - Hai impegni per venerdì 17? (Shriek If You Know What I Did Last Friday the Thirteenth), regia di John Blanchard (2000)
- The Brothers, regia di Gary Hardwick (2001)
- The Midget Stays in the Picture, regia di Art Edler Brown – cortometraggio (2003)
- George re della giungla 2, (George of the Jungle 2), regia di David Grossman (2004)
- Bad Girls (Bad Girls from Valley High), regia di John T. Kretchmer (2005)
- 8mm 2 - Inferno di velluto (8MM 2), regia di J.S. Cardone (2005)
- Kill Your Darlings, regia di Björne Larson (2006)
- John Rambo, regia di Sylvester Stallone (2008)
- Punisher - Zona di guerra (The Punisher: War Zone), regia di Lexi Alexander (2008)
- Saw V, regia di David Hackl (2008)
- The Boondock Saints 2 - Il giorno di Ognissanti (The Boondock Saints II: All saints Day), regia di Troy Duffy (2009)
- Kidnapping Caitlynn, regia di Kat Coiro – cortometraggio (2009)
- Bedrooms, regia di Youssef Delara, Michael D. Olmos e Victor Teran (2009)
- Answers to Nothing, regia di Matthew Leutwyler (2011)
- Supremacy - La razza eletta (Supremacy) , regia di Deon Taylor (2014)
- Circle, regia di Mario Miscione e Aaron Hann (2015)
- Life on the Line, regia di David Hackl (2015)
- Havenhurst, regia di Andrew C. Erin (2016)
- Foster Boy, regia di Youssef Delara (2019)
- Nocturne, regia di Zu Quirke (2020)
- The Midway Point, regia di Lucca Vieira (2024)

### Televisione
- Hi Honey, I'm Home – serie TV, 14 episodi (1991-1992)
- Sposati... con figli (Married with Children) – serie TV, episodio 8x19 (1994)
- La squadra del cuore (Hang Time) – serie TV, episodio 1x06 (1995)
- Un vicepresidente a 4 zampe (The Barefoot Experiment), regia di Susan Seidelman – film TV (1995)
- Alta marea (High Tide) – serie TV, episodio 2x08 (1995)
- Una bionda per papà (Step by Step) – serie TV, episodio 5x09 (1995)
- Empire – episodio pilota scartato (1995)
- Crosstown Traffic, regia di George Hickenlooper – episodio pilota scartato (1995)
- Crescere, che fatica! (Boy Meets World) – serie TV, episodio 3x11 (1996)
- Hearts Adrift, regia di Vic Sarin – film TV (1996)
- Un detective in corsia (Diagnosis Murder) – serie TV, episodio 4x03 (1996)
- I viaggiatori (Sliders) – serie TV, episodio 3x03 (1996)
- The Single Guy – serie TV, episodio 3x06 (1996) - non accreditata
- A Walton Easter, regia di Bill Corcoran – film TV (1997)
- The Big Easy – serie TV, episodio 2x10 (1997)
- Saranno famosi a Los Angeles (Fame L.A.) – serie TV, episodio 1x06 (1997)
- Veronica's Video, regia di Don Scardino – film TV (1997)
- Buffy l'ammazzavampiri (Buffy the Vampire Slayer) – serie TV, 5 episodi (1997-2000)
- Ask Harriett – serie TV, 7 episodi (1998)
- Conrad Bloom – serie TV, episodio 1x04 (1998)
- The King of Queens – serie TV, episodio 1x20 (1999)
- Payne – serie TV, 9 episodi (1999)
- Roswell – serie TV, 7 episodi (1999-2000)
- Scuola diabolica per ragazze (Satan's School for Girls), regia di Christopher Leitch – film TV (2000)
- Good Guys/Bad Guys - episodio pilota scartato (2000)
- Angel – serie TV, 20 episodi (2000-2004)
- She Spies – serie TV, episodi 1x09 (2002)
- Taken – miniserie TV, puntate 1-2 (2002)
- Coupling – serie TV, episodio 1x06 (2002)
- Peacemakers - Un detective nel West (Peacemakers) – serie TV, episodio 1x07 (2003)
- Il coraggio di ricominciare (The Long Shot), regia di Georg Stanford Brown – film TV (2004)
- NCIS - Unità anticrimine (NCIS) – serie TV, episodio 1x22 (2004)
- Oliver Beene – serie TV, episodio 2x07 (2004)
- Lackawanna Blues, regia di George C. Wolfe – film TV (2005)
- Locuste: L'ottava piaga (Locusts: The 8th plague), regia di Ian Gilmour – film TV (2005)
- Tracce di un delitto (Circle of Friends), regia di Stefan Pleszczynski – film TV (2006)
- Supernatural – serie TV, episodio 1x12 (2006)
- CSI: Miami – serie TV, episodio 4x16 (2006)
- CSI - Scena del crimine (CSI: Crime Scene Investigation) – serie TV, episodio 6x22 (2006)
- Dexter – serie TV, 49 episodi (2006-2009) – Rita Bennett
- Law & Order - I due volti della giustizia (Law & Order) – serie TV, episodio 17x14 (2007)
- Uncorked, regia di David S. Cass Sr. – film TV (2009)
- Tenuta in ostaggio (Held Hostage) , regia di Grant Harvey – film TV (2009)
- Desperate Housewives – serie TV, 5 episodi (2010)
- No Ordinary Family – serie TV, 20 episodi (2010-2011)
- Royal Pains – serie TV, episodio 3x06 (2011)
- Ricochet - La maschera della vendetta (Ricochet), regia di Nick Gomez – film TV (2011)
- A Gifted Man – serie TV, 7 episodi (2011-2012)
- Middle Ages - episodio pilota scartato (2012)
- Taken: Alla ricerca di Sophie Parker (Taken: The Search for Sophie Parker), regia di Don Michael Paul – film TV (2013)
- Defiance – serie TV, 39 episodi (2013-2015)
- Le due facce della legge (Sole Custody), regia di Brenton Spencer – film TV (2014)
- Hawaii Five-0 – serie TV, 12 episodi (2015-2017)
- Charming Christmas, regia di Craig Pryce (2015)
- Training Day – serie TV, 7 episodi (2017)
- Un Natale per ricominciare (Christmas Homecoming), regia di Paul A. Kaufman – film TV (2017)
- Light as a Feather – serie TV, episodi 2x07-2x08 (2019)
- V.C. Andrews' Heaven, regia di Paul Shapiro – film TV (2019)
- On Becoming a God (On Becoming a God in Central Florida) – serie TV, 7 episodi (2019)
- Love, Victor – serie TV, 4 episodi (2021)
- A caccia del vedovo d'oro (Gold Digger Killer), regia di Robin Hays – film TV (2021)
- 9-1-1: Lone Star – serie TV, 4 episodi (2022)

## Doppiatrici italiane
Nelle versioni in italiano delle opere in cui ha recitato, Julie Benz è stata doppiata da:
- Francesca Fiorentini in Locuste - L'ottava piaga, Tracce di un delitto, No Ordinary Family, John Rambo, Defiance, On Becoming a God
- Barbara De Bortoli in Shriek - Hai impegni per venerdì 17?, Bad Girls, Taken, Hawaii Five-0, 9-1-1: Lone Star
- Alessandra Korompay in Roswell, CSI - Scena del crimine, Supernatural, The Mentalist
- Ilaria Stagni in Un vicepresidente a 4 zampe, George Re della Giungla 2
- Valentina Mari in Innocenza infranta, Desperate Housewives
- Rossella Acerbo in Amiche cattive, The Boondock Saints 2 - Il giorno di Ognissanti
- Paola Valentini in Scuola diabolica per ragazze, NCIS - Unità anticrimine
- Sabrina Duranti in Dexter, Taken - Alla ricerca di Sophie Parker
- Chiara Colizzi in A Gifted Man, Foster Boy
- Giovanna Martinuzzi in Qualcosa è cambiato
- Laura Boccanera in 8mm 2 - Inferno di velluto
- Eleonora De Angelis in Punisher - Zona di guerra
- Cristina Boraschi in Saw V
- Renata Bertolas in Nocturne
- Claudia Catani in Buffy l'ammazzavampiri (st. 1)
- Laura Cosenza in Buffy l'ammazzavampiri (ep. 2x21)
- Barbara Castracane in Buffy l'ammazzavampiri (ep. 5x07)
- Emanuela D'Amico in Payne
- Francesca Guadagno in Angel
- Daniela Calò in Il coraggio di ricominciare
- Anna Cugini in Ricochet - La maschera della vendetta
- Antonella Rinaldi in Law & Order - I due volti della giustizia
- Giò Giò Rapattoni in CSI: Miami
- Claudia Razzi in Training Day
- Paola Majano in Love, Victor